# Danza Salay
El Salay es una danza folclórica boliviana que nació en Jaihuayco, una zona popular de la ciudad de Cochabamba. Esta danza inspirada en el zapateo de los valles bolivianos, y otros ritmos como el Huayño y el salaque, dieron origen a la danza del zapateo.

## Orígenes e historia
El origen de la danza del Salay, proviene de las festividades religiosas y rituales de los valles del departamento de Cochabamba, como Santa Vera Cruz y Todos Santos, influenciada por el zapateo de sus valles y el khalampeo del charango.
Según Ubaldo Romero, las actuales danzas se originan de danzas típicas ancestrales con raíces en las celebraciones del cultivo y la agricultura. Sus pasos imitan los de un agricultor cosechando y sembrando semillas, al son de tonadas, interpretadas por varones y mujeres quienes intercalan versos al ritmo del charango, con un simbolismo erótico de abundancia en una época de fertilidad y producción, de esta manera todas las fiestas y ritos están vinculadas al calendario agrícola.
La danza nació en el Barrio de Jaihuayco, en la ciudad de Cochabamba, donde año tras año fue adquiriendo características propias en los pasos (coreografía), la vestimenta (traje) y la música (danza). El salay es una danza moderna y en constante evolución, influenciada por las festividades y rituales religiosos de las provincias de Cochabamba, principalmente por la fiesta patronal de Santa Vera Cruz, su epicentro se originó en la ciudad capital del departamento homónimo, realizando así su primera presentación el año 1987 en la festividad de la Virgen de Urkupiña por la fraternidad creadora y Fundadora F.A.C.S.C. Un año después se creó una fraternidad en Parotani. Y en 1989 se creó la tercera fraternidad, en la Facultad de Derecho de la Universidad Mayor de San Simón.
En 1990 surgieron otras agrupaciones en Cliza y Colcapirhua y desde entonces la danza originada en el área rural es considerada urbana.
La tercera presentación se la realizó en la ciudad de Cochabamba en el Corso de corsos 1992 (Carnaval de la Concordia), para esos años se contaba con varias fraternidades, que empezaron a bailar este nuevo estilo de danza.
El salay empezó a despegar en Bolivia y a ponerse de moda desde el 2012. Se hizo popular con la ayuda de los grupos folklóricos que a la música original incorporaron instrumentos electrónicos, de cuerda y percusión, haciéndola más atractiva para la juventud quienes crearon nuevas fraternidades.
El baile del Salay vino a imponerse desde el valle de Cochabamba y se proyecta a nivel nacional 2015 e internacional en 2017 con filiales en Estados Unidos, como ser en Virginia y Nueva York, y en Europa, como ser en España y Estocolmo, en las llamadas entradas y festivales de carácter folklórico.
Salay Bolivia es la fraternidad más grande y Salay Cochabamba es la fraternidad más antigua: tiene 19 filiales en Estados Unidos y Europa, además de Bolivia; cuenta con 800 danzarines en el valle. Otras fraternidades como Salay Valleymanta, Salay San Joaquín, Salay Valle Hermoso, Salay Linde, Salay Tiquipaya, por nombrar algunas, son las más grandes en cuanto a número de fraternos.
En 2017 se organiza en Cochabamba el Festival Internacional del Salay, en el que participan más de 30 fraternidades, Se espera “que participen al menos 50 grupos por categoría”. Las fraternidades que ya aseguraron su asistencia provienen de Estados Unidos, España, Chile, Brasil y Argentina, que desarrollan la danza en cada lugar.

## Significado
El nombre deriva de la palabra que, en muchas ocasiones, se repite a modo de letanía en los huaiños que acompañan al baile. El término ”salay” no tiene un significado exacto en el vocabulario quechua o español, y se trataría más de un piropo con una mezcla de Quechua Castellanizado en diminutivo como... chunquituy palomitay (corazoncito palomita) ”Viditay” ”Mi vidita”.

## Coreografía y vestimenta
Los pasos para bailar el Salay consisten principalmente en el zapateo, palmas, cantos y se caracteriza por su alegría, zapateo ágil y seductor, movimiento de los hombros en los bailarines, el vaivén de la cabeza y el movimiento de las manos con las polleras en las bailarinas, donde el hombre busca atraer a la cholita con movimientos graciosos para llamar su atención, mientras ella mece su pollera dando palmadas al son del huaiño, otra característica es que en vez de usar un pañuelo como sucede en la cueca, en esta danza se usa el sombrero para seducir a su pareja y una vez conquistada la cholita (pareja) corresponde dando unos taconeos, pero es el varón quien emocionado por la respuesta, zapatea y jadea, convirtiendo la danza en un jolgorio, tal y como sucede en la cueca o en la cacharpaya.
Los varones llevan sombrero, camisa de manga larga, un chaleco, pantalón con pinzas en la cintura, una faja (chumpi) y zapatos de cuero, las mujeres llevan el sombrero, una camisa con los mismos detalles de la pollera, una faja de colores con aguayo, una pollera (cinco centímetros arriba de la rodilla), un fuste pegado al cuerpo y zapatos de taco medio. Ambos trajes se adornan con cintas de colores, conjuntos que adornan la vestimenta, que simboliza así en el calendario, los 7 meses que hay entre Santa Vera Cruz y Todos Santos.

## Reconocimientos
El 12 de febrero del 2020 mediante ley se declaró como Patrimonio Cultural Inmaterial de Bolivia a la música, coreografía y danza del salay. La ley dispone que el Órgano Ejecutivo a través del Ministerio de Culturas y Turismo sea la instancia principal encargada de formular políticas de protección, promoción, recuperación y salvaguardia de la música, coreografía y vestimenta de esta danza boliviana.

## Diferencia entre Salay y Salaque
Ocasionalmente se suele confundir la danza Salay con otra denominada Salaque (Salaque jalk'a) son subgéneros relacionados por el huaiño, pero con muchas diferencias entre sí.